# Zhenxing (sockenhuvudort i Kina, Heilongjiang Sheng, lat 47,10, long 130,66)
Zhenxing (kinesiska: 振兴, 振兴乡) är en sockenhuvudort i Kina. Den ligger i provinsen Heilongjiang, i den nordöstra delen av landet, omkring 340 kilometer nordost om provinshuvudstaden Harbin. Antalet invånare är 10 907. Befolkningen består av 5 276 kvinnor och 5 631 män. Barn under 15 år utgör 16,0 %, vuxna 15-64 år 77 %, och äldre över 65 år 6,0 %.
Runt Zhenxing är det ganska tätbefolkat, med 60 invånare per kvadratkilometer. Det finns inga andra samhällen i närheten. Trakten runt Zhenxing består i huvudsak av gräsmarker.
Genomsnittlig årsnederbörd är 1 012 millimeter. Den regnigaste månaden är juli, med i genomsnitt 201 mm nederbörd, och den torraste är januari, med 10 mm nederbörd.